# Andrena helianthi
Andrena helianthi är en biart som beskrevs av Robertson 1891. Andrena helianthi ingår i släktet sandbin, och familjen grävbin. Inga underarter finns listade i Catalogue of Life.

## Bildgalleri

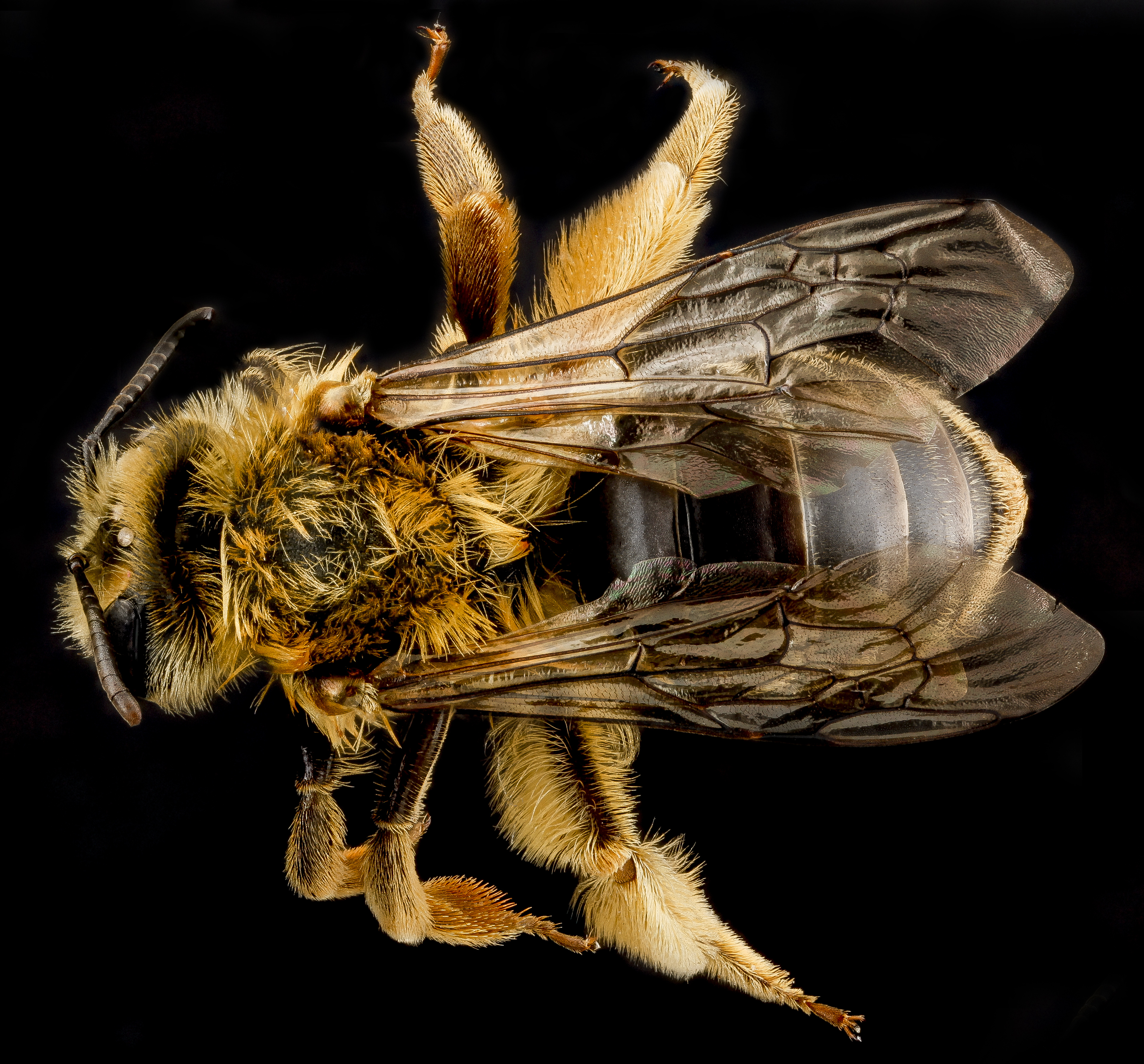
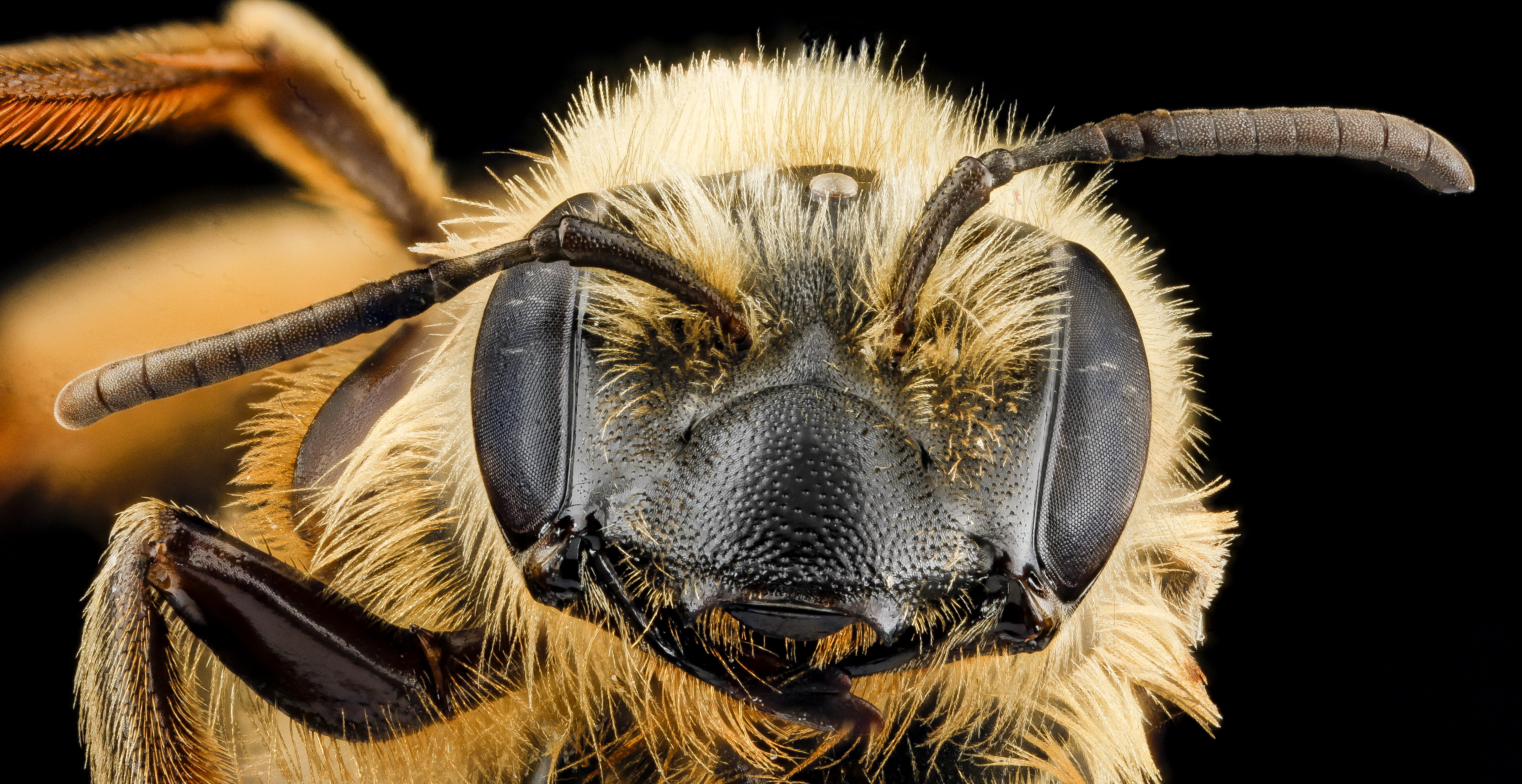
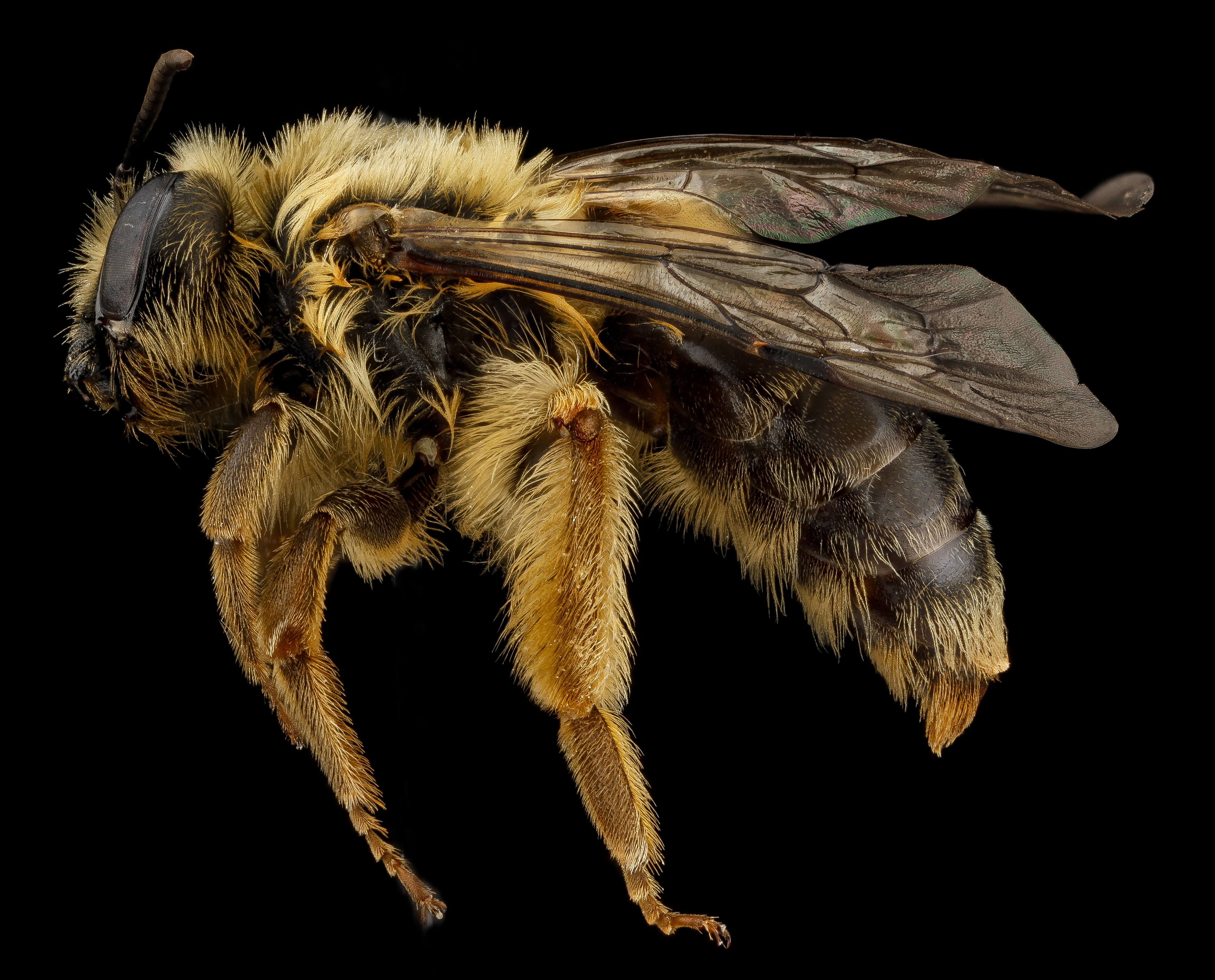